# Gunjō no Magmell
Gunjō no Magmell (Nhật: 群青のマグメル Hepburn: Gunjō no Magumeru) là một bộ truyện được viết và minh họa bởi họa sĩ người Trung Quốc Dainenbyō, phiên bản anime của bộ truyện trên vô tuyến (hiểu đơn giản là truyền hình) được Pierrot+ thầu và ra mắt ngày 7 tháng 4 năm 2019

## Nhân vật
Inyō ()
Lồng tiếng bởi: Kengo Kawanishi 
Zero ()
Lồng tiếng bởi: M.A.O 
Emilia ()
Lồng tiếng bởi: Hibiku Yamamura 
Shūin ()
Lồng tiếng bởi: Toshiyuki Morikawa 

## Phương tiện truyền thông

### Manga
.Dainenbyo đã cho ra mắt bộ Manga trên ứng dụng Shonen Jump+ của Shueisha vào tháng 6 năm 2015. Tám tập tuyện sau đó đã được xuất bản tính đến nay 
| Không. | Ngày phát hành tiếng nhật | Mã số tiếng Nhật        |
| ------ | ------------------------- | ----------------------- |
| 1      | Ngày 4 tháng 11 năm 2015  | Mã số 980-4-08-880559-7 |
| 2      | Ngày 4 tháng 12 năm 2015  | Mã số 980-4-08-880560-3 |
| 3      | Ngày 3 tháng 6 năm 2016   | Mã số 980-4-08-880724-9 |
| 4      | Ngày 4 tháng 7 năm 2017   | Mã số 980-4-08-881246-5 |
| 5      | Ngày 4 tháng 3 năm 2019   | —                       |
| 6      | Ngày 4 tháng 3 năm 2019   | —                       |
| 7      | Ngày 4 tháng 4 năm 2019   | —                       |
| số 8   | Ngày 4 tháng 4 năm 2019   | —                       |

### Anime
Ngày 29 tháng 4 năm 2018, tác phẩm đã được thông báo sẽ chuyển thể thành anime. Bộ anime sẽ do Hayato Date chỉ đạo và Chūji Mikasano viết kịch bản, cùng với sự "hoạt hình hóa" của Pierrot+. Nhạc của bộ phim được Yasuharu Takanashi biên soạn. Anime ra mắt vào ngày 7 tháng 4 năm 2019 trên Tokyo MX và BS Fuji. Nhạc đầu phim do Fudanjuku hát "Dash&Daaash!!" và nhạc kết phim được flood of circle hát "The Key" 
| TT. | Tiêu đề                                                                                             | Ngày phát hành gốc  |
| --- | --------------------------------------------------------------------------------------------------- | ------------------- |
| 1   | "Angler" Chuyển ngữ: "Angurā" (tiếng Nhật: 拾人者)                                                  | 7 tháng 4 năm 2019  |
| 2   | "Kẻ thống trị khu vực 7" Chuyển ngữ: "Nana-Ku no Shihaisha" (tiếng Nhật: 7区の支配者)               | 14 tháng 4 năm 2019 |
| 3   | "Bồ câu 7 màu" Chuyển ngữ: "Nana'iro Bato" (tiếng Nhật: 七彩鳩)                                     | 21 tháng 4 năm 2019 |
| 4   | "Maria Đẫm máu" Chuyển ngữ: "Chinu-Rareta Maria" (tiếng Nhật: 血塗られたマリア)                     | 28 tháng 4 năm 2019 |
| 5   | "Chú Den-Den và Magmell" Chuyển ngữ: "Den-Den Oyaji to Magumeru" (tiếng Nhật: 田伝おやじとマグメル) | 5 tháng 5 năm 2019  |
| 6   | "Đệ tử của Shuin" Chuyển ngữ: "Shūin no Hitomi" (tiếng Nhật: 拾因の眸)                              | 12 tháng 5 năm 2019 |
| 7   | "Thổ dân" Chuyển ngữ: "Genjūsha" (tiếng Nhật: 原住者)                                               | 19 tháng 5 năm 2019 |
| 8   | "Người đàn ông và cánh đồng cà phê" Chuyển ngữ: "Rōjin to Kōhī Batake" (tiếng Nhật: 老人と珈琲畑)   | 26 tháng 5 năm 2019 |
| 9   | "Chuyến phiêu lưu của Zero" Chuyển ngữ: "Zero no Dai Bōken" (tiếng Nhật: ゼロの大冒険)              | 2 tháng 6 năm 2019  |
| 10  | "Quái vật Mania" Chuyển ngữ: "Monsutā Mania" (tiếng Nhật: モンスターマニア)                         | 9 tháng 6 năm 2019  |
| 11  | "Zero bị bắt cóc" Chuyển ngữ: "Toraware no Zero" (tiếng Nhật: 囚われのゼロ)                         | 16 tháng 6 năm 2019 |
| 12  | "Tuyệt vọng" Chuyển ngữ: "Zetsubō" (tiếng Nhật: 絶望)                                               | 23 tháng 6 năm 2019 |
| 13  | "Một ngày nào đó, ta bên nhau..." Chuyển ngữ: "Itsuka, Futari de..." (tiếng Nhật: いつか二人で…)    | 30 tháng 6 năm 2019 |